# Гаваон
Гаваон (Гівеон , івр. גבעון, дав.-гр. Γαβαων) — стародавнє ханаанське місто, розташоване за 10 км на північний захід від Єрусалима.

## Історія
Біблія називає місцевих жителів євеями (хіввії )(Нав 9:7). Гаваон було одним із небагатьох міст, що вступило в союз з прибулими євреями (Нав 9:3). Під час розподілу земель між родами Ізраїлю Гаваон отримал плем'я Веніяміна (Нав 18:25). Щоб примиритись із жителями Гаваона Давид видал їм на страту сімох принців з роду Саула (2 Цар 21:9). За часів царя Соломона в Гаваоні розміщувалось шановане євреями святилище (3 Цар 3:4).
1895 року на місці історичного Гаваона єменські євреї заснували поселення Гівон ха-Хадаша (Новий Гаваон). Жителі кілька разів залишали Гівон ха-Хадаша (в тому числі й після погромів 1929 року), але щоразу повертались. Востаннє Гівон ха-Хадаша було заселено після війни Судного дня. Територіально воно розташовано поза міжнародно визнаними межами Ізраїлю, на палестинських територіях.